# Повіт Номі
Пові́т Но́мі (яп. 能美郡, のみぐん, МФА: [nomʲi guɴ]) — повіт в префектурі Ісікава, Японія. 